# Čierňanka
Čierňanka (pol. miejsc. Czernianka) – duży potok na pograniczu Międzygórza Jabłonkowsko-Koniakowskiego i Beskidu Żywiecko-Kisuckiego, lewobrzeżny dopływ Kisucy. Należy do zlewiska Morza Czarnego. Cały tok w granicach powiatu czadeckiego na Słowacji, jednak części dorzecza znajdują się na terenie Polski i Czech.
Źródła na wysokości ok. 665 m n.p.m. na zachodnich zboczach głównego grzbietu karpackiego, tworzącego tu Wielki Europejski Dział Wodny, tuż na południe od siodła Przełęczy Zwardońskiej, na terenie wsi Skalite.
Spływa początkowo w kierunku zachodnim przez Skalite – na terenie tej wsi występuje również pod nazwą Skaliťanka lub Skaličanka (pol. Skaliczanka). Tu uchodzą do niej lewobrzeżna Vreščovka spod Przełęczy Graniczne i prawobrzeżna Rieka spod Kikuli (oba miejsca w głównym grzbiecie karpackim). Na pograniczu Skalitego i Czernego przyjmuje z prawej strony swój największy dopływ - płynącą z terenu Polski Czadeczkę, po czym wykręca ku południowemu zachodowi. Płynie przez Czerne, a następnie przez Świerczynowiec, gdzie przyjmuje z prawej strony Šľahorov potok, który spływa również spod głównego grzbietu karpackiego, ale źródła ma na terenie Czech. Tu bieg wykręca ku południowi. W północnej dzielnicy Czadcy, zwanej Podzávoz, przyjmuje z lewej strony potok Čadečanka i zaraz potem z prawej Milošovský potok. Ten ostatni również płynie spod głównego wododziału europejskiego, a źródła ma na terenie Czech.
W centrum Czadcy, w pobliżu tutejszej stacji kolejowej, na wysokości ok. 415 m n.p.m. Čierňanka uchodzi do Kisucy jako jej pierwszy duży dopływ lewobrzeżny.
Tok na całej długości dość kręty, częściowo uregulowany. Reżym wodny pluwialno-niwalny, stany wód i przepływy zmienne w ciągu roku.
Praktycznie na całej długości biegu dolina Čierňanki jest gęsto zabudowana. Na całej też długości doliny potokowi towarzyszy droga jezdna: od Przełęczy Zwardońskiej do Świerczynowca droga krajowa nr 12, a dalej do Czadcy droga krajowa nr 11. Równolegle do niej, prawym stokiem doliny, biegnie odcinek autostrady D3. Wzdłuż całego toku Čierňanki biegnie też linia kolejowa nr 129 Skalite – Świerczynowiec – Czadca, a wzdłuż dolnego odcinka jej biegu (od Świerczynowca) również linia nr 127 Mosty koło Jabłonkowa – Czadca – Żylina (dawna Kolej Koszycko-Bogumińska).